# Jaala
Jaala este o fostă comună din Finlanda.